# Oxysdonsaurus
Oxysdonsaurus — вимерлий рід крокодилів. У басейні Парани в Аргентині були знайдені скам'янілості, які датуються олігоценом. За словами Едварда Дрінкера Коупа, родова назва є орфографічною помилкою передбачуваної назви Oxyodontosaurus. Рід відомий лише за одним зубом і тому вважається невизначеним.